# Trophée européen de course en montagne 2000
Navigation
1999 2001
Le Trophée européen de course en montagne 2000 est une compétition de course en montagne qui s'est déroulée le 2 juillet 2000 à Międzygórze en Pologne. C'est la course du Śnieżnica qui accueille l'épreuve. Il s'agit de la sixième édition de l'épreuve.

## Résultats
Le parcours masculin se compose de trois tours pour un total de 11,7 km et 818 m de dénivelé. L'Italien Massimo Galliano remporte le titre. Le podium est complété par l'Anglais Richard Findlow et le double champion Antonio Molinari. L'Italie remporte le classement par équipes devant l'Écosse. La France et la République tchèque terminent ex aequo avec 49 points. La France décroche la troisième marche du podium grâce à la 22e place d'Arnaud Fourdin face à la 36e place de Pavel Dobšíček.
Le parcours féminin se compose de deux tours pour 7,1 km et 488 m de dénivelé. La Polonaise Izabela Zatorska s'impose à domicile. Elle devance l'Allemande Birgit Sonntag et l'Italienne Rosita Rota Gelpi. Avec trois athlètes dans le top 10, l'Italie s'impose aisément au classement par équipes. Elle devance l'Allemagne et la France.

### Individuels
| Rang               | Athlète          | Pays       | Temps       |
| ------------------ | ---------------- | ---------- | ----------- |
| Médaille d'or      | Massimo Galliano | Italie     | 50 min 22 s |
| Médaille d'argent  | Richard Findlow  | Angleterre | 50 min 56 s |
| Médaille de bronze | Antonio Molinari | Italie     | 51 min 3 s  |
| 4                  | Roman Skalský    | Tchéquie   | 51 min 19 s |
| 5                  | Paulo Gonçalves  | Portugal   | 51 min 31 s |
| 6                  | Robert Quinn     | Écosse     | 51 min 37 s |
| 7                  | Neil Wilkinson   | Écosse     | 51 min 57 s |
| 8                  | Chris Robison    | Écosse     | 52 min 4 s  |

| Rang               | Athlète             | Pays      | Temps       |
| ------------------ | ------------------- | --------- | ----------- |
| Médaille d'or      | Izabela Zatorska    | Pologne   | 33 min 38 s |
| Médaille d'argent  | Birgit Sonntag      | Allemagne | 33 min 53 s |
| Médaille de bronze | Rosita Rota Gelpi   | Italie    | 34 min 17 s |
| 4                  | Svetlana Demidenko  | Russie    | 34 min 23 s |
| 5                  | Angela Mudge        | Écosse    | 34 min 37 s |
| 6                  | Flavia Gaviglio     | Italie    | 34 min 56 s |
| 7                  | Cornelia Heinzle    | Autriche  | 35 min 26 s |
| 8                  | Ľudmila Melicherová | Slovaquie | 35 min 30 s |

### Équipes
| Rang               | Pays                                                                                          | Points |
| ------------------ | --------------------------------------------------------------------------------------------- | ------ |
| Médaille d'or      | Italie Massimo Galliano (1er) Antonio Molinari (3e) Andrea Agostini (12e) Roberto Porro (18e) | 16     |
| Médaille d'argent  | Écosse Robert Quinn (6e) Neil Wilkinson (7e) Chris Robison (8e) Alan Milligan (16e)           | 21     |
| Médaille de bronze | France Gilles Icart (13e) Thierry Icart (14e) Arnaud Fourdin (22e) Sylvain Richard (25e)      | 49     |

| Rang               | Pays | Points |
| ------------------ | --- | ------ |
| Médaille d'or      | Italie Rosita Rota Gelpi (3e) Flavia Gaviglio (6e) Margherita Grosso (10e) Pierangela Baronchelli (17e) | 19     |
| Médaille d'argent  | Allemagne Birgit Sonntag (2e) Ellen Schöner (11e) Romy Lindner (23e) Kerstin Harbich (37e)              | 36     |
| Médaille de bronze | France Isabelle Guillot (9e) Anne Docouto (18e) Véronique Signarbieux (20e) Michelle Leservoisier (28e) | 47     |